# 多治見バイパス
多治見バイパス（たじみバイパス）は、岐阜県多治見市池田町から多治見市生田町までの国道19号のバイパス。全長4.5kmで、多治見市街地を北に迂回する道路。

## 概要
昭和30年代後半、交通量の増加による国道19号多治見市街地の渋滞の解消のため計画、整備された。同バイパスの完成により旧道は岐阜県道421号武並土岐多治見線となっている。

### 路線データ
- 起点：多治見市池田町
- 終点：多治見市生田町

## 歴史
- 1964年（昭和39年）：事業着手
- 1968年（昭和43年）：都市計画決定
- 1971年（昭和46年）：全線開通
- 1975年（昭和50年）：全線4車線化（事業終了）

## 路線状況

### 道路施設
- 虎渓大橋（263.7m）
- 大原橋（41.9m）
- 池田跨線橋（13.5m）

## 地理

### 周辺
- 多治見市文化会館
- 国土交通省多治見砂防国道事務所
- 岐阜県立多治見北高等学校